# Dannibaldo di Gaeta
Dannibaldo di Gaeta (in latino Danimboldus; fl. XI secolo) è stato brevemente duca di Gaeta nel 1066-1067.
Dannibaldo, di origine sconosciuta, fu nominato duca di Gaeta da Riccardo I e Giordano I di Aversa, co-principi di Capua. Sostituì il longobardo Landone e fu succeduto dall'italo-normanno Goffredo Ridello dopo un breve regno durante il quale sottoscrisse comunque tre documenti annessi al Codex Caietanus.